# Prathama (jour)
Prathama ( sanskrit : प्रथम ) ou Pratipada ( sanskrit : प्रतिपदा )  est le mot sanscrit pour « premier » et désigne le premier jour de la quinzaine lunaire ( Paksha ) du calendrier hindou. Chaque mois comporte deux jours de Prathama, étant respectivement le premier jour de la quinzaine « lumineuse » ( Shukla ) et de la quinzaine « sombre » ( Krishna ). Prathama a lieu le premier et le seizième jour de chaque mois.

## Occasions
- Gudhi Padva, le nom marathi de Chaitra Shukla Pratipada. Il est célébré le premier jour du mois de Chaitra, pour marquer le début de la nouvelle année selon le calendrier luni-solaire hindou. Ce jour est également le premier jour de Chaitra Navaratri et Ghatasthapana, également connu sous le nom de Kalash Sthapana, se fait ce jour-là[3].
- Govardhan Puja, un festival du nord de l'Inde, a lieu à Prathama au mois de Kartika.
- Bali Pratipada, un festival du sud de l'Inde et du Maharashtra, a également lieu à Prathama au mois de Kartika.
- Ugadi, le nom Telugu de Chaitra Shuddha Padyami. Cette fête est célébrée le premier jour du mois de Chaitra pour marquer le début de la nouvelle année selon le calendrier luni-solaire hindou de Shalivahana Shaka.